# Tropicomyia yunnanensis
Tropicomyia yunnanensis är en tvåvingeart som beskrevs av Chen och Wang 2003. Tropicomyia yunnanensis ingår i släktet Tropicomyia och familjen minerarflugor. Inga underarter finns listade i Catalogue of Life.